# Dynamo Sumy
Dynamo Sumy (ukr. Футбольний клуб «Динамо» Суми, Futbolnyj Kłub "Dynamo" Sumy) –ukraiński klub piłkarski z siedzibą w Sumach.
W 1946 występował w Mistrzostwach ZSRR.

## Historia
Chronologia nazw:
- ???—...: Dynamo Sumy (ukr. «Динамо» Суми)

Piłkarska drużyna Dynamo została założona w Sumach.
W 1944 zespół został odrodzony. W 1946 występował w Trzeciej grupie Mistrzostw ZSRR. Zajął 2. miejsce w 10-drużynowej grupie. Następnie uczestniczył w rozgrywkach piłkarskich Ukraińskiej SRR.

## Inne
- Spartak Sumy